# Alfred Wolf (Heimatforscher)
Alfred Wolf (* 19. April 1923 in Wien; † 8. August 2024 in Wien) war ein österreichischer Autor.

## Leben
Alfred Wolf war von 1937 bis 1941 Absolvent der Handelsakademie. Von 1946 bis 1948 besuchte er die Höhere Graphische Bundes-Lehr- und Versuchsanstalt. Im Jahr 1960 erhielt er die Standesbezeichnung Ingenieur. Alfred Wolf betätigte sich von 1946 bis 1980 in der Buchdruckerei, die er von seinem Vater übernommen hatte.
Wolf war von 1959 bis 1991 ehrenamtlicher Leiter des Bezirksmuseums Alsergrund. 1970 gründete er die Galerie Alsergrund. Alfred Wolf betätigte sich auch künstlerisch und stellte seine Fähigkeiten in den Ausstellungen Erste-Bank, Klosterneuburg (2000) und KULTURaum, Wien 18 (2002) unter Beweis. 1983 wurde ihm vom Bundespräsidenten der Berufstitel Professor verliehen.
Die österreichische Ethnologin und Autorin Helga Maria Wolf ist eine Tochter von Alfred Wolf.

## Publikationen (Auswahl)
- Sagen, Haus- und Geschäftszeichen vom Alsergrund. Bezirksmuseum Alsergrund, 1969, OCLC 641820144.
- Alsergrund. Bezirk der Dichter und Denker. Mohl, Wien 1993, ISBN 3-900272-48-4.
- Alsergrund-Chronik. Von der Römerzeit bis zum Ende der Monarchie. Buchdruckerei Wolf, Wien 1981, OCLC 19172380.
- Wien Alsergrund. Sutton, Erfurt 2004, ISBN 3-86680-174-2.
- Die Franz Josefs-Bahn und ihre Nebenlinien. Sutton, Erfurt 2006, ISBN 3-86680-041-X.
- Zeitsprünge Wien-Alsergrund. Sutton, Erfurt 2007, ISBN 978-3-86680-174-5.
- 9 Wege im 9. Bezirksvorstehung Alsergrund, ÖBV.
- Alsergrund Geschichten und Anekdoten. Zwischen Spittelau und Schottentor. Wartberg, Gudensberg-Gleichen 2015, ISBN 978-3-8313-2726-3.

## Auszeichnungen
- 1976: Diplom für Verdienste um den Denkmalschutz
- 1977: Goldenes Verdienstzeichen des Landes Wien
- 1983: Berufstitel Professor